# Ateuchus fetteri
Ateuchus fetteri là một loài bọ cánh cứng trong họ Bọ hung (Scarabaeidae).